# Eva González Montero
Eva González Montero (19 de noviembre de 1993, Miami, Estados Unidos), conocida como CANINA es una cantautora, artista plástica y productora audiovisual.
CANINA es el pseudónimo artístico de Eva y el espacio de fusión de los intereses que ha explorado desde joven: canto, pintura, arte visual, escritura, filosofía y producción audiovisual.
En 2020 lanzó sus dos primeras piezas musicales creadas junto al productor costarricense Felipe Pérez (vocalista de 424 y Achará): “Resulta” fue lanzada en el mes de marzo y “Cas con Sal” en diciembre, esta última enmarcada en el proyecto español Hits With Tits.
En febrero del 2022 estrenó su primera canción de reguetón, titulada "Mañosa", acompañada de un videolclip dirigido por ella misma.
Actualmente su música la está produciendo el reconocido productor puertorriqueño Eduardo Cabra, exintegrante de Calle 13.

## Biografía
Eva González es la segunda hija de la periodista y escritora María Montero. Su hermana mayor se llama Noah González y su hermano menor León Quintero.[cita requerida]
Eva, de madre costarricense y padre cubano, nació en Miami como parte del itinerario nómada que llevaban sus padres. En 1993, a sus seis meses de edad, Eva, su hermana y su mamá regresaron a Costa Rica, país en el que fue criada y el que le otorgó su segunda nacionalidad.
Desde niña estuvo expuesta a entornos familiares y de formación académica que impulsaron su interés por el arte y el pensamiento crítico. La pintura y la escritura fueron las primeras inclinaciones creativas que experimentó. El canto estuvo presente desde sus primeros años, al cual se acercó desde una postura intuitiva.
Estudió en una escuela y colegio franco-costarricense en donde aprendió a hablar francés e Inglés. También ahí nació su interés por la filosofía, especialidad con la que obtuvo el bachillerato francés.
Durante su adolescencia, su mamá, María Montero, trabajó como periodista cubriendo temas y eventos culturales en la sección Viva, del periódico La Nación, medio escrito referente en Centroamérica. En esos años, Eva estuvo constantemente expuesta a eventos, conciertos, exposiciones artísticas y contenido musical. 

## Formación académica
En el año 2012 ingresó a Filosofía en la Universidad de Costa Rica, carrera que cursó durante dos años.
Del 2013 al 2014 estudió y se graduó de maquillaje, oficio que la acompañó durante sus años de universidad.
En el 2014 ingresó a la carrera de Arte y Comunicación Visual en la Universidad Nacional de Costa Rica, con interés de especializarse en estética, corriente de la filosofía que estudia las dinámicas alrededor de la imagen y el arte. Paralelamente, continuó llevando talleres de pintura con el artista costarricense Joaquín Rodríguez del Paso, uno de sus más grandes mentores.[cita requerida]
En 2015 ingresó a la carrera de la cual se graduó: Ciencias de la Comunicación Colectiva con énfasis en Producción Audiovisual, en la Universidad de Costa Rica. Desarrolló habilidades en narrativa, guion, dirección y montaje.
En 2019 publicó un cuento llamado "Minisetas" como parte del libro “Mi desamor es una dulzura invaluable”, una antología de mujeres jóvenes costarricenses, de la editorial Encino Ediciones.

## Inicios de su carrera musical
En el año 2017 el productor musical costarricense Felipe Pérez (vocalista de 424 y Achará) le propuso comenzar a producir canciones en conjunto. Ese año nació CANINA.
El nombre CANINA responde a la reivindicación de la artista de sentirse inadecuada. Es un pseudónimo autorreferencial que busca la apropiación de un insulto comúnmente utilizado para ofender a las mujeres.

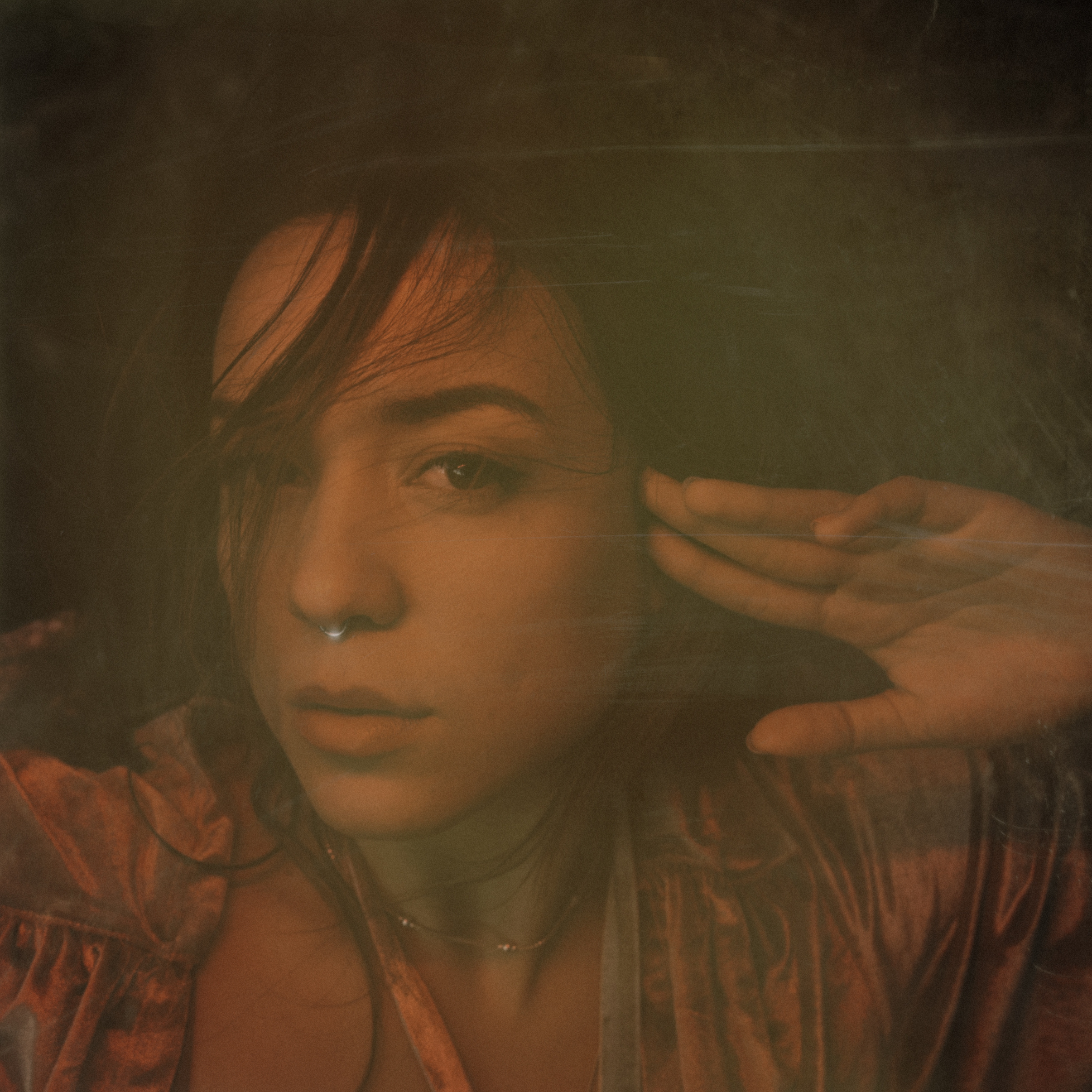
CANINA se encuentra en la producción de su primer disco de larga duración.

En 2020 fueron creadas sus dos primeras canciones: "Resulta", lanzada en marzo y "Cas con Sal", publicada en diciembre.
"Resulta", con la producción musical de Felipe Pérez, comenzó a trabajarse como la idea de una canción del devenir, en principio compuesta de partes desvinculadas que nunca se repiten. Está basada en su propia frustración de sentirse insatisfecha, al momento de su composición: con el entorno, y con lo que estaba haciendo. El videoclip de la canción, lanzado en mayo del 2020, lo codirigió junto a su dupla creativa, Sebas Coto, director del estudio audiovisual NINE.
Su segunda canción publicada, "Cas con Sal", fue una producción enmarcada como parte del proyecto y colectivo español Hits With Tits.
La letra está basada en un rompimiento amoroso que experimentó una de sus amigas. Al escribirla, se reencontró con su propia experiencia, y con los consejos que ella misma habría querido escuchar para enfrentar el desamor.
"Cas con Sal" fue nominada en octubre del 2021 a los Premios ACAM (Asociación de Compositores y Autores Musicales de Costa Rica) en la categoría de Mejor Canción del Año.

## Actualidad
En febrero del 2021 viajó a Puerto Rico para comenzar la producción de su primer disco de larga duración, disco en el que se encuentra trabajando en la actualidad de la mano del reconocido productor puertorriqueño Eduardo Cabra, exintegrante de Calle 13. Canina es la primera artista centroamericana en trabajar con Cabra. La primera canción producida por Cabra fue lanzada en febrero del 2022, titulada "Mañosa". El videoclip de este primer tema, también dirigido por la artista, se filmó en agosto del 2021.
CANINA fue una de las artistas nacionales que se presentó en el Festival Pícnic en su edición 2022, festival de música más grande de la región.
El 7 de mayo de 2022 le abrió el concierto a la cantautora puertorriqueña Kany García, espectáculo que ofreció en Parque Viva, Alajuela (Costa Rica).
Su actual propuesta musical mezcla sonidos latinoamericanos como el reguetón, el pop y la cumbia. Desde lo visual y conceptual, la artista se encuentra en una búsqueda estética anclada en el folclore costarricense. Esta experimentación actual pretende cuestionar qué partes de su memoria como artista criada en Costa Rica se aferran a lo autóctono, para generar desde su música y su arte una reivindicación identitaria de lo costarricense.